# NXクーリエサービス
NXクーリエサービス株式会社（エヌエックスクーリエサービス）とは、東京都中央区に本社を置くNXグループの運送会社である。クーリエ便運送サービスには、「ドキュメントサービス」と「パーセルサービス」の2種類がある。
親会社である日本通運が2022年1月4日付で単独株式移転による持株会社制への移行及びグループブランド「NX」が導入されたことに伴い、同年4月1日付で日本クーリエサービス株式会社（にっぽんクーリエサービス）から社名変更された。

## サービス概要
ドキュメントサービス
書籍、資料、印刷物などを、全世界200以上の国・地域で運送・配達する国際的な宅配サービス。
パーセルサービス
小荷物をほぼ全世界で輸送・配達する国際的宅配便サービス。

## 沿革
- 1982年（昭和57年）4月1日 - 日本クーリエサービス株式会社として設立[2]。
- 2013年（平成25年）2月25日 - 本社を東京都港区港南から東京都中央区日本橋小舟町に移転する[3]。
- 2022年（令和4年）4月1日 - NXクーリエサービス株式会社に社名変更する。